# Bleu caraïbe et citrons verts
Bleu caraïbe et citrons verts est un récit de voyage de Jean Raspail ré-édité en 2014 aux éditions Via Romana.

## Éditions
- Bleu caraïbe et citrons verts, Éditions Robert Laffont, 1980  (ISBN 979-10-90029-75-0).